# Эрдоган, Эсра
Эсра Эрдоган Албайрак (тур. Esra Erdoğan Albayrak; род. 14 октября 1983, Стамбул) — турецкий социолог, дочь 12-го президента Турции Реджепа Тайипа Эрдогана и супруга 66-го министра финансов и казначейства страны Берата Албайрака.

## Семья
Эсра Эрдоган родилась в семье Реджепа Тайипа и Эмине Эрдоган. У неё есть трое братьев и сестер — Ахмет Бурак, Неджметтин Билал и Сюмейе. 11 июля 2004 года Эсра вышла замуж за Берата Албайрака, сына Садыка Албайрака, турецкого политика и журналиста, друга президента Турции Реджепа Эрдогана. Церемония бракосочетания состоялась в Международном Стамбульском выставочном и конгресс-центре Лютфи Кырдар. Среди её гостей были премьер-министр Румынии Адриан Нэстасе, премьер-министр Греции Костас Караманлис, король Иордании Абдалла II, президент Пакистана Первез Мушарраф, министр иностранных дел Турции Абдулла Гюль и спикер Великого национального собрания Турции Бюлент Арынч .
Эсра родила Албайраку четверых детей: Ахмета Акифа (род. 2006), Эмине Махинур (род. 2009), Садыка (род. 2015) и Хамзу Салиха (род. 2020).

## Образование
Эсра закончила среднюю школу Кадыкёй Имам Хатип, а в 2003 году получила степень бакалавра в области социологии и истории в Индианском университете. Затем она получила степень магистра в Калифорнийском университете в Беркли. В 2016 году Эсра защитила кандидатскую диссертацию по социологии в том же университете. Один из её друзей, с которым она училась, охарактеризовал её как человека с «сильным характером, чёткими убеждениями в отношении к жизни, вере, политике и семье».

## Общественная деятельность
Эсра является членом правления фонда TURKEN в Нью-Йорке (США), TÜRGEV (Турецкий фонд помощи молодёжи и образованию) и некоммерческой организации Green Crescent, созданной под руководством её отца Реджепа Тайипа Эрдогана. Она также участвовала в кампании «Мы волонтёры, мы учим», инициированной муниципалитетом Умрание для людей с ограниченными возможностями.